# Avenbok

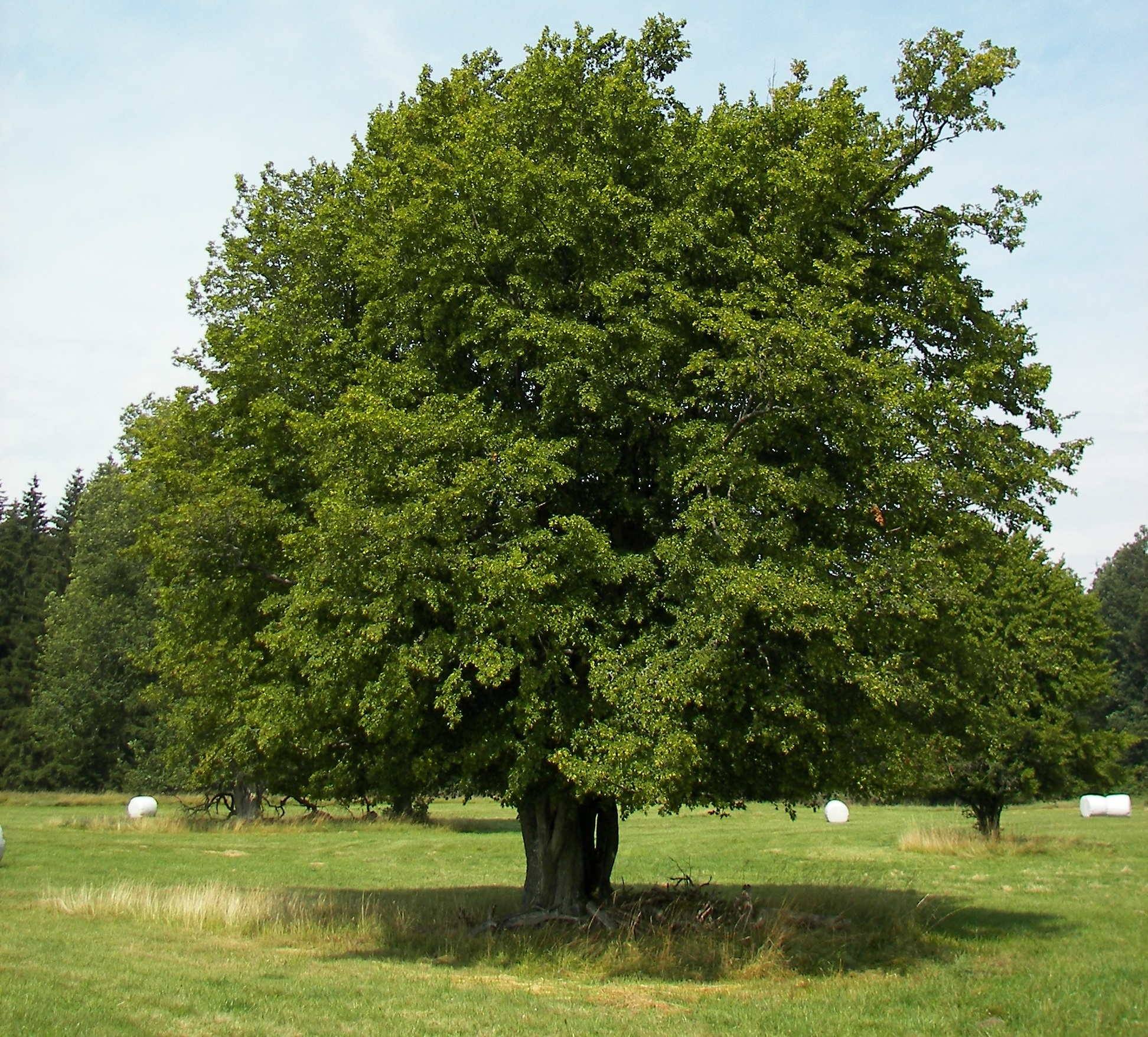
Avenbok.

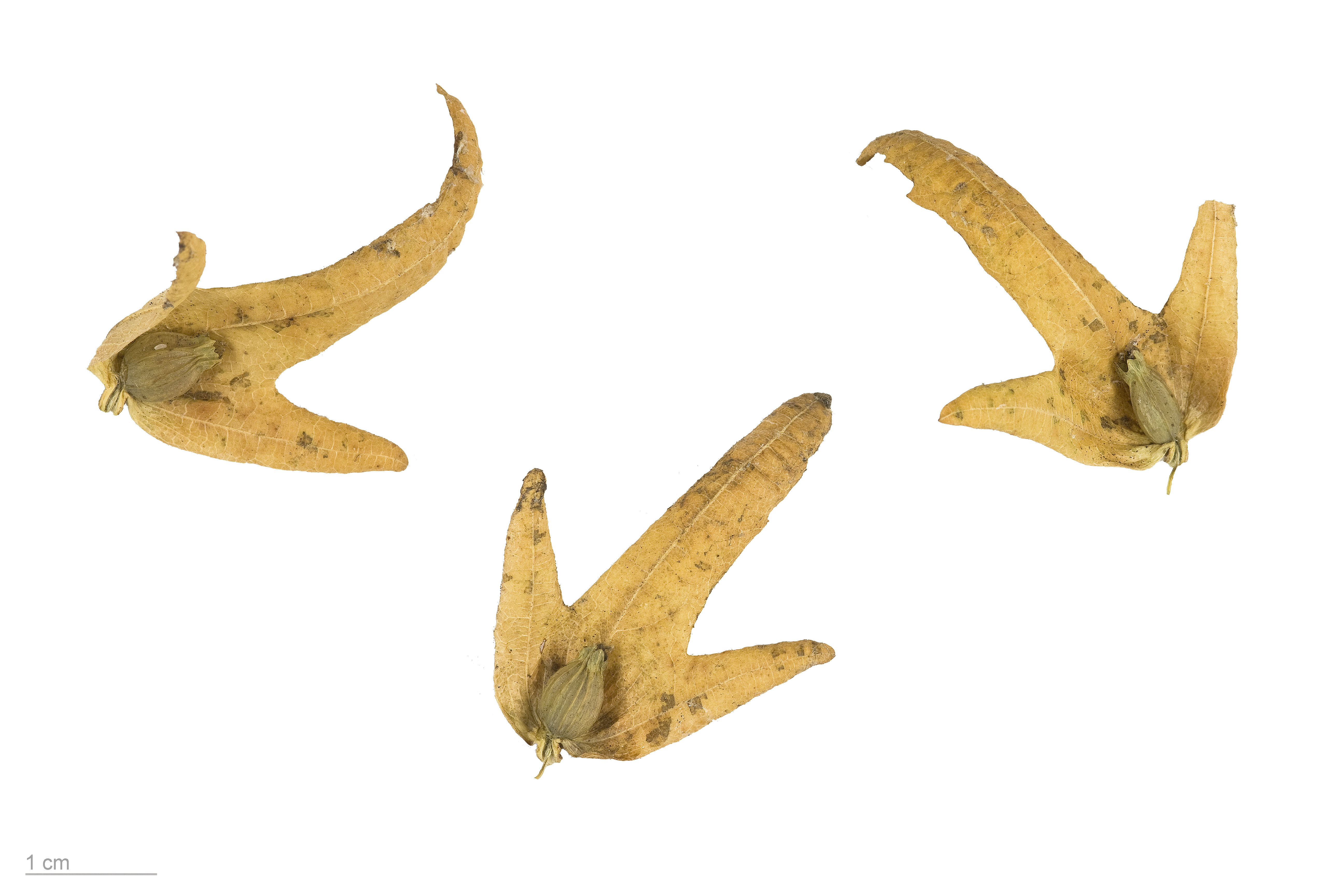
Frukter och frön från avenbok.

Avenbok (Carpinus betulus), som även kallas "annbok" och "vitbok", är en art i familjen björkväxter.

## Utseende
Trädet blir vanligen 10-20 och ibland 30 meter högt.

## Utbredning
Arten förekommer i nästan hela Europa inklusive västra Ryssland och fram till Turkiets asiatiska del. Den växer i låglandet och i bergstrakter upp till 1600 meter över havet. Avenbok ingår i lövskogar tillsammans med ekar och arter av boksläktet samt i blandskogar med ädelgranar och granar. Betande hjortdjur kan skada barken betydligt, men trädet har bra förmåga att återhämta sig.  Artens frön behöver två till tre år för utvecklingen. Många äts under tiden av olika djur.

## Historik
Avenboken kom in till Sverige från Danmark omkring 2500 f.Kr. Den är ett av de sist invandrade lövträden efter istiden. Vid tiden för Kristi födelse var den spridd över hela Götaland, men när klimatet började bli kallare drog den sig tillbaka.
Avenboken är idag Ölands landskapsträd.

## Biologi
Arten växer naturligt i Europa till västra delen av Asien, i Sverige endast i Skåne, Blekinge, södra Halland, södra Småland och på Öland.
Avenboken odlas utan svårighet långt upp i landet, ofta som häckväxt. Avenbok är det hårdaste av alla träslag som växer i Sverige och övriga Norden.
Den är ett lågt träd, vanligen 10-20 meter högt, med smal krona och till det yttre mera lik almen än boken. Den ingår inte heller i samma familj som boken. Barken är dock slät liksom bokens. 

## Användning
Avenbok är ett hårt träslag, vilket gör det svårt att klyva och bearbeta. Det krymper mycket vid torkning och rör sig också mycket när luftfuktigheten varierar. Virket går vanligen under namnet vitbok. Förr användes vitbok till föremål som utsätts för hårt slitage, stötar och tryck, exempelvis maskindetaljer, glidlister, tappar, kägelklot, träklubbor, kugghjul och verktygsskaft. Idag är vitboken ofta ersatt med moderna material, men används fortfarande till bland annat verktygsskaft, hyvelbänkar, pianohammare, borstryggar, nötknäppare, skärbräden och huggkubbar. Den höga nötningsstyrkan gör att materialet kan användas som industrigolv som utsätts för stora påfrestningar.
Avenboken förekommer sällan som sågstock eftersom tillgången på grövre dimensioner är liten i Sverige. Bränslemarknaden är istället idag den huvudsakliga köparen. Avenbok är det svenska träslag med högst bränslevärde per volymenhet. Eftersom avenboken är lätt att föryngra med stubbskott har träslaget haft stor betydelse som bränsleråvara i många länder på den europeiska kontinenten.
Avenboken används numera främst till häckar, bland annat för att den tål beskärning bra. Man kan klippa sidogrenar tidigt i häckens uppväxt, men bör däremot avvakta med att klippa toppskottet tills det nått den önskade höjden.

## Hot
För beståndet är inga hot kända. Hela populationen anses vara stor. IUCN listar arten som livskraftig (LC).

## Synonymer
För vetenskapliga synonymer, se Wikispecies.